# Anita Raja

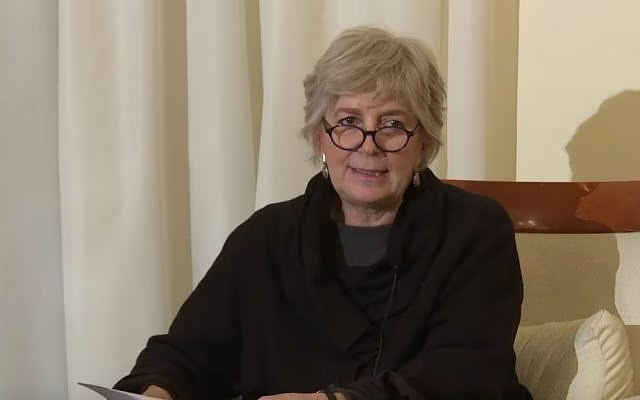
Anita Raja (2015)

Anita Raja (geboren 1953 in Neapel) ist eine italienische Übersetzerin. 

## Leben
Anita Raja ist die Tochter der 1937 aus dem Deutschen Reich nach Italien geflohenen Jüdin Golda Petzenbaum und des Neapolitaners Renato Raja. Sie wuchs ab 1956 in Rom auf und studierte Literatur. Raja ist mit dem Schriftsteller Domenico Starnone verheiratet. 2016 wurde behauptet, dass sie die Autorin der unter dem Pseudonym Elena Ferrante veröffentlichten Romane sei.
Raja hat literarische Werke aus dem Deutschen in das Italienische übersetzt, darunter viele Werke von Christa Wolf. Zu ihren Übersetzungen zählen auch Werke der Schriftsteller Hermann Hesse, Ilse Aichinger, Irmtraud Morgner, Sarah Kirsch, Christoph Hein, Hans Magnus Enzensberger, Veit Heinichen und Bertolt Brecht. Sie schrieb zahlreiche Artikel über die italienische und die deutsche Literatur und die Probleme des Übersetzens. Im Jahr 2008 erhielt sie den Deutsch-Italienischen Übersetzerpreis.

## Übersetzungen (Auswahl)
- Irmtraud Morgner: Nozze a Costantinopoli. Einführung Lia Secci. Rom: Ed. e/o, 1982 (Hochzeit in Konstantinopel)
- Christa Wolf: Premesse a Cassandra: quattro lezioni su come nasce un racconto. Rom: Ed. e/o, 1984 (Voraussetzungen einer Erzählung: Kassandra. Frankfurter Poetik-Vorlesungen)
- Christa Wolf: Guasto: notizie di un giorno. Rom: Ed. e/o, 1987 (Störfall. Nachrichten eines Tages)
- Christa Wolf: Recita estiva. Rom: Ed. e/o, 1989 (Sommerstück)
- Christa Wolf: Cassandra. Rom: Ed. e/o, 1990 (Kassandra)
- Christa Wolf: Che cosa resta. Rom: Ed. e/o, 1991 (Was bleibt)
- Christa Wolf: Trama d'infanzia. Rom: Ed. e/o, 1994 (Kindheitsmuster)
- Franz Kafka: Il processo. Introd. Bruno Schulz. Mailand: Feltrinelli, 1995 (Der Process)
- Christa Wolf: Congedo dai fantasmi. Rom: Ed. e/o, 1995 (Auf dem Weg nach Tabou. Texte 1990–1994)
- Christa Wolf: Medea: voci. Nachwort Anna Chiarloni. Rom: Ed. e/o, 1996 (Medea: Stimmen)
- Christa Wolf: In carne e ossa. Rom: Ed. e/o, 2002 (Leibhaftig)
- Übersetzung mit Kristina Pietra: Ingeborg Bachmann: Quel che ho visto e udito a Roma. Macerata: Quodlibet, 2002 (Was ich in Rom sah und hörte)
- Veit Heinichen: I morti del Carso. Rom: Ed. e/o, 2004 (Die Toten vom Karst)
- Christa Wolf: La città degli angeli ovvero the overcoat of Dr. Freud. Rom: Ed. e/o, 2011 (Stadt der Engel oder the overcoat of Dr. Freud)
- Christa Wolf: August: racconto. Rom: Ed. e/o, 2012 (August. Erzählung)
- Christa Wolf: Parla, così ti vediamo: saggi, discorsi, interviste. Rom: Ed. e/o, 2015
- Georg Büchner: La morte di Danton. Turin: Einaudi, 2016 (Dantons Tod)
- Jakob und Wilhelm Grimm: I musicanti di Brema. Illustrationen Claudia Palmarucci. Rom: Orecchio Acerbo, 2012 (Die Bremer Stadtmusikanten)